# DDR-Meisterschaften im Biathlon 1962
Die DDR-Meisterschaften im Biathlon wurden 1962 zum fünften Mal ausgetragen. Erstmals wurde die Meisterschaft durch drei Läufe entschieden. Die Ergebnisse des ersten Laufs wurden innerhalb des Länderkampfes Finnland–Schweden–DDR am 20. Januar in Zinnwald ermittelt. Der zweite DDR-interne Lauf fand am 21. Februar statt, am 25. Februar wurde der dritte Lauf in Oberhof ausgetragen. Zur Ermittlung des Endergebnisses wurde jeweils das schlechteste Ergebnis aus den drei Läufen aus der Wertung genommen. In der Endwertung, der ein Punktesystem zugrunde lag, lag der Oberhofer Günter Baake vorne und wurde damit neuer DDR-Meister. Seine Mannschaft, der ASK Vorwärts Oberhof gewann die Mannschaftswertung. 

## 20-km-Einzelrennen
| Platz | Sportler            | Mannschaft           | Punkte |  |
| ----- | ------------------- | -------------------- | ------ |  |
| 1     | Günter Baake        | ASK Vorwärts Oberhof | 475,6  |  |
| 2     | Egon Schnabel       | ASK Vorwärts Oberhof | 468,5  |  |
| 3     | Hans-Dieter Riechel | ASK Vorwärts Oberhof | 466,2  |  |

## Mannschaftswertung
| Platz | Mannschaft              | Sportler                                       | Punkte |  |
| ----- | ----------------------- | ---------------------------------------------- | ------ |  |
| 1     | ASK Vorwärts Oberhof I  | Horst Nickel Wolfgang Böttner Herbert Kirchner | 1370,3 |  |
| 2     | SG Dynamo Zinnwald      |                                                | 1364,4 |  |
| 3     | ASK Vorwärts Oberhof II |                                                | 1363,5 |  |